# Богдановка (Вологодская область)
Богдановка — деревня в Никольском районе Вологодской области.
Входит в состав Нигинского сельского поселения, с точки зрения административно-территориального деления — в Нигинский сельсовет.
Расстояние по автодороге до районного центра Никольска — 39 км, до центра муниципального образования Нигино — 21 км. Ближайшие населённые пункты — Кленовая, Елховка, Красавино.
По переписи 2002 года население — 6 человек.